# Пађене
Пађене је насељено мјесто у Буковици, у сјеверној Далмацији. Припада општини Ервеник у оквиру Шибенско-книнске жупаније, Република Хрватска. Према прелиминарним подацима са последњег пописа 2021. године у месту је живело 102 становника.

## Географија
Налази се око 12 км сјеверозападно од Книна, на државном путу из правца Лике према Книну. Некада је било под управом општине Книн. Налази се испод Дебелог Брда, између Отона, Оћестова и Мокрог Поља. Пађене се дијели на Илићеве наслоне и Пађене. Све су куће у племенским скупинама, које зову „вароши”, а удаљене 100-400 корака, без икаква реда и типа. Крај Пађена пролази ријека Зрмања. Преко Пађена пролази нова жељезничка пруга Книн – Прибудић.
Пађене су село познато по бјелом вину, популарном као жутина коју је, кажу, пио и Тито. Поред тог, природа је овдје специфична јер се осјећају утицаји топлоте далматинске Загоре и хладноће која стиже из Лике. Пађенско поље занимљиво је, јер гледајући га са оближњег Дебелог Брда, изгледа као архитектонска пунотина.

## Назив
По једној легенди село Пађене је добило назив по старим римским утврђењима, која се зову Пасината. Међутим, у народу се говори, а у љетопису парохијском пише: „Падоше браћа на ову земљу” и од оног падоше, село Пађене. Ипак се мисли да је прво тумачење за назив села правилније.

## Историја
Пађене се од распада Југославије до августа 1995. године налазило у Републици Српској Крајини. До територијалне реорганизације у Хрватској насеље се налазило у саставу бивше велике општине Книн.

## Култура
У Пађенима се налази храм Српске православне цркве Светог Георгија из 1456. године, обновљена послије пожара 1937. Једнобродна црква са издуженом полукружном апсидом на истоку и звоником на преслицу, зидана рустичним каменим блоковима. Иконостас је дјело радионице Николе Ивковића из Новог Сада.
Слава села је Велика Госпојина, која се слави 28. августа.

## Становништво
Према попису из 1991. године, Пађене је имало 561 становника, од чега 553 Срба, 1 Хрвата и 7 осталих. Према попису становништва из 2001. године, насеље је имало 160 становника. Пађене је према попису становништва из 2011. године имало 175 становника.
| Националност       | 1991. | 1981. | 1971. | 1961. |
| Срби               | 553   | 522   | 664   | 791   |
| Југословени        |       | 43    | 21    | 1     |
| Хрвати             | 1     |       |       | 2     |
| остали и непознато | 7     | 1     | 1     | 1     |
| Укупно             | 561   | 566   | 686   | 795   |

| Демографија | Демографија | Демографија |
| Година      | Становника  | Становника  |
| ----------- | ----------- | ----------- |
| 1961.       | 795         |             |
| 1971.       | 686         |             |
| 1981.       | 566         |             |
| 1991.       | 561         |             |
| 2001.       | 160         |             |
| 2011.       |             | 175         |

## Попис 1991.
На попису становништва 1991. године, насељено место Пађене је имало 561 становника, следећег националног састава:
| Попис 1991.‍  | Попис 1991.‍  | Попис 1991.‍ | Попис 1991.‍ | Попис 1991.‍ |
| ------------ | ------------ | ----------- | ----------- | ----------- |
|              |              |             |             |             |
| Срби         | Срби         |             | 553         | 98,57%      |
| Македонци    | Македонци    |             | 2           | 0,35%       |
| Хрвати       | Хрвати       |             | 1           | 0,17%       |
| неопредељени | неопредељени |             | 2           | 0,35%       |
| непознато    | непознато    |             | 3           | 0,53%       |
| укупно: 561  |              |             |             |             |

## Презимена
- Говоруша — Православци, славе Ђурђевдан
- Гуска — Православци, славе Ђурђевдан
- Драгојевић — Православци, славе Ђурђевдан
- Драгојло — Православци, славе Ђурђевдан
- Дрезга — Православци, славе Ђурђевдан
- Илић — Православци, славе Ђурђевдан
- Корњача — Православци, славе Ђурђевдан
- Малетић — Православци, славе Ђурђевдан
- Маркош — Православци, славе Ђурђевдан
- Радан — Православци, славе Ђурђевдан
- Самарџија — Православци, славе Ђурђевдан
- Смуђа — Православци, славе Ђурђевдан
- Шеган — Православци, славе Ђурђевдан
- Шолаја — Православци, славе Ђурђевдан
- Шупељак — Православци, славе Ђурђевдан

## Знамените личности
- Марија Илић Агапова, српска библиотекарка, прва управница библиотеке града Београда
- Јован Илић, професор политичке географије